# Clubiona hitchinsi
Clubiona hitchinsi este o specie de păianjeni din genul Clubiona, familia Clubionidae, descrisă de Michael Ilmari Saaristo în anul 2002.
Este endemică în Seychelles. Conform Catalogue of Life specia Clubiona hitchinsi nu are subspecii cunoscute.